# Diclidia sexmaculata
Diclidia sexmaculata är en skalbaggsart som beskrevs av Liljeblad 1945. Diclidia sexmaculata ingår i släktet Diclidia och familjen ristbaggar. Inga underarter finns listade i Catalogue of Life.